# Saison 2019-2020 des Bucks de Milwaukee
La saison 2019-2020 des Bucks de Milwaukee est la 52e saison de la franchise en NBA.
Durant l'intersaison 2019, l'équipe renouvelle le contrat de Khris Middleton, synonyme de départ pour Malcolm Brogdon.
Durant la saison régulière, Middleton et Giánnis Antetokoúnmpo sont sélectionnés pour le NBA All-Star Game 2020. L'équipe se qualifie le 23 février 2020, pour les playoffs. Dans l'histoire de la NBA, aucune équipe ne s'était qualifiée aussi rapidement pour les playoffs NBA. 
La saison a été suspendue par les officiels de la ligue après les matchs du 11 mars  après l'annonce que Rudy Gobert était positif au COVID-19.
Le 12 mars 2020, le président de la ligue Adam Silver annonce que le championnat est arrêté pour "au moins 30 jours". La franchise reprend la saison régulière le 31 juillet 2020, à Orlando.
Les Bucks finissent la saison régulière avec le meilleur bilan de la ligue, remportant le titre de division Centrale, arrivant en tête de la conférence Est.
Lors des playoffs, l'équipe réalise un boycott lors du premier tour face au Magic d'Orlando, en raison de la lutte sociale qui sévit dans le Wisconsin. Malgré leur excellente saison régulière, l'équipe s'incline en demi-finale de conférences face au Heat de Miami, 5e de la conférence.
Au niveau individuel, Antetokoúnmpo remporte les trophées de meilleur joueur (MVP) et meilleur défenseur de l'année. Il devient le troisième joueur de l'histoire à réaliser cette performance sur une saison.

## Draft
| Tour | Choix | Joueur           | Poste | Nationalité | Provenance    |
| ---- | ----- | ---------------- | ----- | ----------- | ------------- |
| 1    | 30    | Kevin Porter Jr. | SG    | États-Unis  | Trojans d'USC |

## Matchs

### Summer League
| Summer League Total: 2-3 |

| Match | Date match | Équipe       | Score     | Meilleur marqueur  | Meilleur rebondeur    | Meilleur passeur  | Lieux Spectateurs    | Série |
| ----- | ---------- | ------------ | --------- | ------------------ | --------------------- | ----------------- | -------------------- | ----- |
| 1     | 5 juillet  | Philadelphie | D 106-107 | Jock Landale (25)  | Jock Landale (10)     | Elijah Bryant (8) | Thomas & Mack Center | 0 - 1 |
| 2     | 6 juillet  | Atlanta      | V 89-83   | Bonzie Colson (18) | Hamilton, Landale (8) | Matt Farrell (7)  | Cox Pavilion         | 1 - 1 |
| 3     | 8 juillet  | Toronto      | D 91-100  | Elijah Bryant (31) | Jock Landale (8)      | Matt Farrell (4)  | Cox Pavilion         | 1 - 2 |
| 4     | 10 juillet | Chine        | V 84-67   | Jock Landale (23)  | Bonzie Colson (7)     | Matt Farrell (7)  | Cox Pavilion         | 2 - 2 |
| 5     | 12 juillet | Portland     | D 84-99   | Bonzie Colson (14) | Johnny Hamilton (6)   | Matt Farrell (5)  | Cox Pavilion         | 2 - 3 |

### Pré-saison
| Pré-saison Total: 5-0 (Domicile : 2-0; Extérieur : 3-0) |

| Match | Date match | Équipe       | Score     | Meilleur marqueur          | Meilleur rebondeur          | Meilleur passeur    | Lieux                    | Série |
| ----- | ---------- | ------------ | --------- | -------------------------- | --------------------------- | ------------------- | ------------------------ | ----- |
| 1     | 7 octobre  | @ Chicago    | V 122-112 | Lopez, Mason (14)          | Thanásis Antetokoúnmpo (10) | Frank Mason (6)     | United Center            | 1 - 0 |
| 2     | 9 octobre  | Utah         | V 133-99  | Giánnis Antetokoúnmpo (22) | Giánnis Antetokoúnmpo (11)  | Frank Mason (6)     | Fiserv Forum             | 2 - 0 |
| 3     | 11 octobre | @ Dallas     | V 118-111 | Giánnis Antetokoúnmpo (34) | Giánnis Antetokoúnmpo (11)  | Trois joueurs (4)   | American Airlines Center | 3 - 0 |
| 4     | 13 octobre | @ Washington | V 115-108 | Khris Middleton (22)       | Khris Middleton (9)         | Trois joueurs (4)   | Capital One Arena        | 4 - 0 |
| 5     | 17 octobre | Minnesota    | V 118-96  | Giánnis Antetokoúnmpo (26) | Giánnis Antetokoúnmpo (14)  | Khris Middleton (7) | Fiserv Forum             | 5 - 0 |

### Matchs de préparation à Orlando avant la reprise de la saison régulière
| Matchs de préparation Total: 2-1 |

| Match | Date match | Équipe      | Score     | Meilleur marqueur          | Meilleur rebondeur        | Meilleur passeur    | Lieux                | Série |
| ----- | ---------- | ----------- | --------- | -------------------------- | ------------------------- | ------------------- | -------------------- | ----- |
| 1     | 23 juillet | Milwaukee   | V 113-92  | Giánnis Antetokoúnmpo (22) | Sterling Brown (6)        | Khris Middleton (5) | Visa Athletic Center | 1 - 0 |
| 2     | 25 juillet | Sacramento  | V 131-123 | Kyle Korver (22)           | Giánnis Antetokoúnmpo (9) | George Hill (10)    | The Arena            | 2 - 0 |
| 3     | 27 juillet | New Orleans | D 103-124 | Giánnis Antetokoúnmpo (30) | Ersan İlyasova (10)       | Khris Middleton (4) | The Arena            | 2 - 1 |

### Saison régulière
| Saison régulière Total: 56-17 (Domicile : 30-5; Extérieur : 26-12) |

| Match | Date match | Équipe    | Score          | Meilleur marqueur          | Meilleur rebondeur         | Meilleur passeur           | Lieux         | Série |
| ----- | ---------- | --------- | -------------- | -------------------------- | -------------------------- | -------------------------- | ------------- | ----- |
| 1     | 24 octobre | @ Houston | V 117-111      | Giánnis Antetokoúnmpo (30) | Giánnis Antetokoúnmpo (13) | Giánnis Antetokoúnmpo (11) | Toyota Center | 1 - 0 |
| 2     | 26 octobre | Miami     | D 126-131 (OT) | Giánnis Antetokoúnmpo (29) | Giánnis Antetokoúnmpo (17) | Giánnis Antetokoúnmpo (9)  | Fiserv Forum  | 1 - 1 |
| 3     | 28 octobre | Cleveland | V 129-112      | Khris Middleton (21)       | Giánnis Antetokoúnmpo (10) | Eric Bledsoe (8)           | Fiserv Forum  | 2 - 1 |
| 4     | 30 octobre | @ Boston  | D 105-116      | Khris Middleton (26)       | Giánnis Antetokoúnmpo (14) | Antetokoúnmpo, Bledsoe (5) | TD Garden     | 2 - 2 |

| Match | Date match   | Équipe          | Score     | Meilleur marqueur          | Meilleur rebondeur         | Meilleur passeur           | Lieux                      | Série  |
| ----- | ------------ | --------------- | --------- | -------------------------- | -------------------------- | -------------------------- | -------------------------- | ------ |
| 5     | 1er novembre | @ Orlando       | V 123-91  | Giánnis Antetokoúnmpo (29) | Giánnis Antetokoúnmpo (14) | Antetokoúnmpo, Bledsoe (6) | Amway Center               | 3 - 2  |
| 6     | 2 novembre   | Toronto         | V 115-105 | Giánnis Antetokoúnmpo (36) | Giánnis Antetokoúnmpo (15) | Giánnis Antetokoúnmpo (8)  | Fiserv Forum               | 4 - 2  |
| 7     | 4 novembre   | @ Minnesota     | V 134-106 | Giánnis Antetokoúnmpo (34) | Giánnis Antetokoúnmpo (15) | Antetokoúnmpo, Bledsoe (6) | Target Center              | 5 - 2  |
| 8     | 6 novembre   | @ L.A. Clippers | V 129-124 | Giánnis Antetokoúnmpo (38) | Giánnis Antetokoúnmpo (16) | Giánnis Antetokoúnmpo (9)  | Staples Center             | 6 - 2  |
| 9     | 8 novembre   | @ Utah          | D 100-103 | Giánnis Antetokoúnmpo (30) | Giánnis Antetokoúnmpo (13) | Eric Bledsoe (5)           | Vivint Smart Home Arena    | 6 - 3  |
| 10    | 10 novembre  | @ Oklahoma City | V 121-119 | Giánnis Antetokoúnmpo (35) | Giánnis Antetokoúnmpo (16) | Eric Bledsoe (9)           | Chesapeake Energy Arena    | 7 - 3  |
| 11    | 14 novembre  | Chicago         | V 124-115 | Giánnis Antetokoúnmpo (38) | Giánnis Antetokoúnmpo (16) | Eric Bledsoe (8)           | Fiserv Forum               | 8 - 3  |
| 12    | 16 novembre  | @ Indiana       | V 102-83  | Giánnis Antetokoúnmpo (26) | Giánnis Antetokoúnmpo (13) | Giánnis Antetokoúnmpo (6)  | Bankers Life Fieldhouse    | 9 - 3  |
| 13    | 18 novembre  | @ Chicago       | V 115-101 | Giánnis Antetokoúnmpo (33) | Antetokoúnmpo, Lopez (10)  | Sterling Brown (6)         | United Center              | 10 - 3 |
| 14    | 20 novembre  | @ Atlanta       | V 135-127 | Giánnis Antetokoúnmpo (33) | Giánnis Antetokoúnmpo (11) | Eric Bledsoe (5)           | State Farm Arena           | 11 - 3 |
| 15    | 21 novembre  | Portland        | V 137-129 | Eric Bledsoe (30)          | Giánnis Antetokoúnmpo (19) | Giánnis Antetokoúnmpo (15) | Fiserv Forum               | 12 - 3 |
| 16    | 23 novembre  | Détroit         | V 104-90  | Giánnis Antetokoúnmpo (28) | Antetokoúnmpo, Brown (10)  | Eric Bledsoe (5)           | Fiserv Forum               | 13 - 3 |
| 17    | 25 novembre  | Utah            | V 122-118 | Giánnis Antetokoúnmpo (50) | Giánnis Antetokoúnmpo (14) | Giánnis Antetokoúnmpo (6)  | Fiserv Forum               | 14 - 3 |
| 18    | 27 novembre  | Atlanta         | V 111-102 | Giánnis Antetokoúnmpo (30) | Giánnis Antetokoúnmpo (10) | Eric Bledsoe (10)          | Fiserv Forum               | 15 - 3 |
| 19    | 29 novembre  | @ Cleveland     | V 119-110 | Giánnis Antetokoúnmpo (33) | Giánnis Antetokoúnmpo (12) | Bledsoe, Middleton (5)     | Rocket Mortgage FieldHouse | 16 - 3 |
| 20    | 30 novembre  | Charlotte       | V 137-96  | Giánnis Antetokoúnmpo (26) | Pat Connaughton (10)       | Eric Bledsoe (10)          | Fiserv Forum               | 17 - 3 |

| Match | Date match  | Équipe           | Score     | Meilleur marqueur          | Meilleur rebondeur         | Meilleur passeur           | Lieux                 | Série  |
| ----- | ----------- | ---------------- | --------- | -------------------------- | -------------------------- | -------------------------- | --------------------- | ------ |
| 21    | 2 décembre  | New York         | V 132-88  | Giánnis Antetokoúnmpo (29) | Giánnis Antetokoúnmpo (15) | Kyle Korver (5)            | Fiserv Forum          | 18 - 3 |
| 22    | 4 décembre  | @ Détroit        | V 127-103 | Giánnis Antetokoúnmpo (35) | Giánnis Antetokoúnmpo (9)  | Eric Bledsoe (6)           | Little Caesars Arena  | 19 - 3 |
| 23    | 6 décembre  | L.A. Clippers    | V 119-91  | Giánnis Antetokoúnmpo (27) | Giánnis Antetokoúnmpo (11) | Bledsoe, Middleton (5)     | Fiserv Forum          | 20 - 3 |
| 24    | 9 décembre  | Orlando          | V 110-101 | Giánnis Antetokoúnmpo (32) | Giánnis Antetokoúnmpo (15) | Antetokoúnmpo, Bledsoe (8) | Fiserv Forum          | 21 - 3 |
| 25    | 11 décembre | Nouvelle-Orléans | V 127-112 | Eric Bledsoe (29)          | Ersan İlyasova (9)         | Eric Bledsoe (6)           | Fiserv Forum          | 22 - 3 |
| 26    | 13 décembre | @ Memphis        | V 127-114 | Giánnis Antetokoúnmpo (37) | Giánnis Antetokoúnmpo (11) | George Hill (5)            | FedExForum            | 23 - 3 |
| 27    | 14 décembre | Cleveland        | V 125-108 | Giánnis Antetokoúnmpo (29) | Robin Lopez (6)            | Khris Middleton (6)        | Fiserv Forum          | 24 - 3 |
| 28    | 16 décembre | Dallas           | D 116-120 | Giánnis Antetokoúnmpo (48) | Giánnis Antetokoúnmpo (14) | Donte DiVincenzo (9)       | Fiserv Forum          | 24 - 4 |
| 29    | 19 décembre | L.A. Lakers      | V 111-104 | Giánnis Antetokoúnmpo (34) | Giánnis Antetokoúnmpo (11) | Giánnis Antetokoúnmpo (7)  | Fiserv Forum          | 25 - 4 |
| 30    | 21 décembre | @ New York       | V 123-102 | Khris Middleton (23)       | Giánnis Antetokoúnmpo (11) | Giánnis Antetokoúnmpo (10) | Madison Square Garden | 26 - 4 |
| 31    | 22 décembre | Indiana          | V 117-89  | Wesley Matthews (19)       | Giánnis Antetokoúnmpo (19) | Giánnis Antetokoúnmpo (9)  | Fiserv Forum          | 27 - 4 |
| 32    | 25 décembre | @ Philadelphie   | D 109-121 | Khris Middleton (31)       | Giánnis Antetokoúnmpo (14) | Giánnis Antetokoúnmpo (7)  | Wells Fargo Center    | 27 - 5 |
| 33    | 27 décembre | @ Atlanta        | V 112-86  | Khris Middleton (23)       | Ersan İlyasova (17)        | Khris Middleton (7)        | State Farm Arena      | 28 - 5 |
| 34    | 28 décembre | Orlando          | V 111-100 | Khris Middleton (21)       | Ersan İlyasova (14)        | Khris Middleton (7)        | Fiserv Forum          | 29 - 5 |
| 35    | 30 décembre | @ Chicago        | V 123-102 | Khris Middleton (25)       | Ersan İlyasova (11)        | Giánnis Antetokoúnmpo (6)  | United Center         | 30 - 5 |

| Match | Date match  | Équipe         | Score     | Meilleur marqueur          | Meilleur rebondeur         | Meilleur passeur              | Lieux                    | Série  |
| ----- | ----------- | -------------- | --------- | -------------------------- | -------------------------- | ----------------------------- | ------------------------ | ------ |
| 36    | 1er janvier | Minnesota      | V 106-104 | Giánnis Antetokoúnmpo (32) | Giánnis Antetokoúnmpo (17) | Antetokoúnmpo, Middleton (4)  | Fiserv Forum             | 31 - 5 |
| 37    | 4 janvier   | San Antonio    | V 127-118 | Giánnis Antetokoúnmpo (32) | Giánnis Antetokoúnmpo (8)  | Bledsoe, Korver (6)           | Fiserv Forum             | 32 - 5 |
| 38    | 6 janvier   | @ San Antonio  | D 104-126 | Giánnis Antetokoúnmpo (24) | Giánnis Antetokoúnmpo (12) | Giánnis Antetokoúnmpo (8)     | AT&T Center              | 32 - 6 |
| 39    | 8 janvier   | @ Golden State | V 107-98  | Giánnis Antetokoúnmpo (30) | Giánnis Antetokoúnmpo (13) | Khris Middleton (6)           | Chase Center             | 33 - 6 |
| 40    | 10 janvier  | @ Sacramento   | V 127-106 | Khris Middleton (27)       | Sterling Brown (12)        | George Hill (6)               | Golden 1 Center          | 34 - 6 |
| 41    | 11 janvier  | @ Portland     | V 122-101 | Giánnis Antetokoúnmpo (32) | Giánnis Antetokoúnmpo (17) | Giánnis Antetokoúnmpo (6)     | Moda Center              | 35 - 6 |
| 42    | 14 janvier  | New York       | V 128-102 | Giánnis Antetokoúnmpo (37) | Giánnis Antetokoúnmpo (9)  | Antetokoúnmpo, DiVincenzo (4) | Fiserv Forum             | 36 - 6 |
| 43    | 16 janvier  | Boston         | V 128-123 | Giánnis Antetokoúnmpo (32) | Giánnis Antetokoúnmpo (17) | Giánnis Antetokoúnmpo (7)     | Fiserv Forum             | 37 - 6 |
| 44    | 18 janvier  | @ Brooklyn     | V 117-97  | Giánnis Antetokoúnmpo (29) | Giánnis Antetokoúnmpo (12) | Eric Bledsoe (5)              | Barclays Center          | 38 - 6 |
| 45    | 20 janvier  | Chicago        | V 111-98  | Giánnis Antetokoúnmpo (28) | Giánnis Antetokoúnmpo (14) | Giánnis Antetokoúnmpo (10)    | Fiserv Forum             | 39 - 6 |
| 46    | 24 janvier  | @ Charlotte    | V 116-103 | Giánnis Antetokoúnmpo (30) | Giánnis Antetokoúnmpo (16) | Giánnis Antetokoúnmpo (6)     | AccorHotels Arena, Paris | 40 - 6 |
| 47    | 28 janvier  | Washington     | V 151-131 | Khris Middleton (51)       | Khris Middleton (10)       | Eric Bledsoe (10)             | Fiserv Forum             | 41 - 6 |
| 48    | 31 janvier  | Denver         | D 115-127 | Giánnis Antetokoúnmpo (31) | Giánnis Antetokoúnmpo (16) | Giánnis Antetokoúnmpo (9)     | Fiserv Forum             | 41 - 7 |

| Match                  | Date match | Équipe                | Score          | Meilleur marqueur          | Meilleur rebondeur         | Meilleur passeur           | Lieux                   | Série  |
| ---------------------- | ---------- | --------------------- | -------------- | -------------------------- | -------------------------- | -------------------------- | ----------------------- | ------ |
| 49                     | 2 février  | Phoenix               | V 129-108      | Giánnis Antetokoúnmpo (30) | Giánnis Antetokoúnmpo (19) | Giánnis Antetokoúnmpo (9)  | Fiserv Forum            | 42 - 7 |
| 50                     | 4 février  | @ La Nouvelle-Orléans | V 120-108      | Giánnis Antetokoúnmpo (34) | Giánnis Antetokoúnmpo (17) | Khris Middleton (8)        | Smoothie King Center    | 43 - 7 |
| 51                     | 6 février  | Philadelphie          | V 112-101      | Giánnis Antetokoúnmpo (36) | Giánnis Antetokoúnmpo (20) | Antetokoúnmpo, Bledsoe (6) | Fiserv Forum            | 44 - 7 |
| 52                     | 8 février  | @ Orlando             | V 111-95       | Brook Lopez (23)           | Giánnis Antetokoúnmpo (18) | Giánnis Antetokoúnmpo (9)  | Amway Center            | 45 - 7 |
| 53                     | 10 février | Sacramento            | V 123-111      | Khris Middleton (28)       | Khris Middleton (11)       | Bledsoe, Middleton (8)     | Fiserv Forum            | 46 - 7 |
| 54                     | 12 février | @ Indiana             | D 111-118      | Donte DiVincenzo (19)      | Brown, DiVincenzo (8)      | Khris Middleton (5)        | Bankers Life Fieldhouse | 46 - 8 |
| NBA All-Star Game 2020 |            |                       |                |                            |                            |                            |                         |        |
| 55                     | 20 février | @ Détroit             | V 126-106      | Giánnis Antetokoúnmpo (33) | Giánnis Antetokoúnmpo (16) | Eric Bledsoe (6)           | Little Caesars Arena    | 47 - 8 |
| 56                     | 22 février | Philadelphie          | V 119-98       | Giánnis Antetokoúnmpo (31) | Giánnis Antetokoúnmpo (17) | Antetokoúnmpo, Bledsoe (8) | Fiserv Forum            | 48 - 8 |
| 57                     | 24 février | @ Washington          | V 137-134 (OT) | Khris Middleton (40)       | Giánnis Antetokoúnmpo (14) | Eric Bledsoe (10)          | Capital One Arena       | 49 - 8 |
| 58                     | 25 février | @ Toronto             | V 108-97       | Khris Middleton (22)       | Giánnis Antetokoúnmpo (19) | Giánnis Antetokoúnmpo (8)  | Scotiabank Arena        | 50 - 8 |
| 59                     | 28 février | Oklahoma City         | V 133-86       | Giánnis Antetokoúnmpo (32) | Giánnis Antetokoúnmpo (13) | Giánnis Antetokoúnmpo (6)  | Fiserv Forum            | 51 - 8 |

| Match | Date match | Équipe        | Score     | Meilleur marqueur          | Meilleur rebondeur         | Meilleur passeur          | Lieux                      | Série   |
| ----- | ---------- | ------------- | --------- | -------------------------- | -------------------------- | ------------------------- | -------------------------- | ------- |
| 60    | 1er mars   | @ Charlotte   | V 93-85   | Giánnis Antetokoúnmpo (41) | Giánnis Antetokoúnmpo (20) | Giánnis Antetokoúnmpo (6) | Spectrum Center            | 52 - 8  |
| 61    | 2 mars     | @ Miami       | D 89-105  | Brook Lopez (21)           | Giánnis Antetokoúnmpo (15) | Eric Bledsoe (4)          | American Airlines Arena    | 52 - 9  |
| 62    | 4 mars     | Indiana       | V 119-100 | Giánnis Antetokoúnmpo (29) | Giánnis Antetokoúnmpo (12) | Eric Bledsoe (7)          | Fiserv Forum               | 53 - 9  |
| 63    | 6 mars     | @ L.A. Lakers | D 103-113 | Giánnis Antetokoúnmpo (32) | Giánnis Antetokoúnmpo (11) | Giánnis Antetokoúnmpo (6) | Staples Center             | 53 - 10 |
| 64    | 8 mars     | @ Phoenix     | D 131-140 | Khris Middleton (39)       | DiVincenzo, İlyasova (7)   | Eric Bledsoe (7)          | Talking Stick Resort Arena | 53 - 11 |
| 65    | 9 mars     | @ Denver      | D 95-109  | Kyle Korver (23)           | D. J. Wilson (9)           | Frank Mason (5)           | Pepsi Center               | 53 - 12 |

| Match | Date match | Équipe         | Score | Meilleur marqueur | Meilleur rebondeur | Meilleur passeur | Lieux                      | Série |
| ----- | ---------- | -------------- | ----- | ----------------- | ------------------ | ---------------- | -------------------------- | ----- |
| -     | Annulé     | Boston         |       |                   |                    |                  | Fiserv Forum               | -     |
| -     | Annulé     | Golden State   |       |                   |                    |                  | Fiserv Forum               | -     |
| -     | Annulé     | Miami          |       |                   |                    |                  | Fiserv Forum               | -     |
| -     | Annulé     | Memphis        |       |                   |                    |                  | Fiserv Forum               | -     |
| -     | Annulé     | @ Washington   |       |                   |                    |                  | Capital One Arena          | -     |
| -     | Annulé     | Détroit        |       |                   |                    |                  | Fiserv Forum               | -     |
| -     | Annulé     | Houston        |       |                   |                    |                  | Fiserv Forum               | -     |
| -     | Annulé     | Washington     |       |                   |                    |                  | Fiserv Forum               | -     |
| -     | Annulé     | @ Dallas       |       |                   |                    |                  | American Airlines Center   | -     |
| -     | Annulé     | Toronto        |       |                   |                    |                  | Fiserv Forum               | -     |
| -     | Annulé     | @ Toronto      |       |                   |                    |                  | Scotiabank Arena           | -     |
| -     | Annulé     | @ Boston       |       |                   |                    |                  | TD Garden                  | -     |
| -     | Annulé     | @ Philadelphie |       |                   |                    |                  | Wells Fargo Center         | -     |
| -     | Annulé     | Brooklyn       |       |                   |                    |                  | Fiserv Forum               | -     |
| -     | Annulé     | @ Cleveland    |       |                   |                    |                  | Rocket Mortgage FieldHouse | -     |
|       | Annulé     | Atlanta        |       |                   |                    |                  | Fiserv Forum               | -     |
| -     | Annulé     | @ Brooklyn     |       |                   |                    |                  | Barclays Center            | -     |

| Match | Date match | Équipe | Score     | Meilleur marqueur          | Meilleur rebondeur         | Meilleur passeur    | Lieux           | Série   |
| ----- | ---------- | ------ | --------- | -------------------------- | -------------------------- | ------------------- | --------------- | ------- |
| 66    | 31 juillet | Boston | V 119-112 | Giánnis Antetokoúnmpo (36) | Giánnis Antetokoúnmpo (15) | Khris Middleton (8) | The Field House | 54 - 12 |

| Match | Date match | Équipe       | Score          | Meilleur marqueur             | Meilleur rebondeur         | Meilleur passeur          | Lieux                | Série   |
| ----- | ---------- | ------------ | -------------- | ----------------------------- | -------------------------- | ------------------------- | -------------------- | ------- |
| 67    | 2 août     | @ Houston    | D 116-120      | Giánnis Antetokoúnmpo (36)    | Giánnis Antetokoúnmpo (18) | Giánnis Antetokoúnmpo (8) | AdventHealth Arena   | 54 - 13 |
| 68    | 4 août     | Brooklyn     | D 116-119      | Giánnis Antetokoúnmpo (16)    | Ersan İlyasova (10)        | Donte DiVincenzo (6)      | VISA Athletic Center | 54 - 14 |
| 69    | 6 août     | Miami        | V 130-116      | Antetokoúnmpo, Middleton (33) | Giánnis Antetokoúnmpo (12) | Khris Middleton (8)       | AdventHealth Arena   | 55 - 14 |
| 70    | 8 août     | @ Dallas     | D 132-136 (OT) | Giánnis Antetokoúnmpo (34)    | Giánnis Antetokoúnmpo (13) | Khris Middleton (11)      | AdventHealth Arena   | 55 - 15 |
| 71    | 10 août    | Toronto      | D 106-114      | Kyle Korver (19)              | Donte DiVincenzo (9)       | Eric Bledsoe (8)          | The Field House      | 55 - 16 |
| 72    | 11 août    | @ Washington | V 126-113      | Brook Lopez (24)              | Giánnis Antetokoúnmpo (9)  | Hill, Mason (6)           | VISA Athletic Center | 56 - 16 |
| 73    | 13 août    | @ Memphis    | D 106-119      | Brook Lopez (19)              | Brook Lopez (9)            | Frank Mason (8)           | VISA Athletic Center | 56 - 17 |

### Playoffs
| Playoffs Total: 5-5 (Domicile : 2-4; Extérieur : 3-1) |

| Match | Date match | Équipe    | Score     | Meilleur marqueur          | Meilleur rebondeur         | Meilleur passeur          | Lieux              | Série |
| ----- | ---------- | --------- | --------- | -------------------------- | -------------------------- | ------------------------- | ------------------ | ----- |
| 1     | 18 août    | Orlando   | D 110-122 | Giánnis Antetokoúnmpo (31) | Giánnis Antetokoúnmpo (17) | Giánnis Antetokoúnmpo (7) | The Field House    | 0 - 1 |
| 2     | 20 août    | Orlando   | V 111-96  | Giánnis Antetokoúnmpo (28) | Giánnis Antetokoúnmpo (20) | Eric Bledsoe (7)          | The Field House    | 1 - 1 |
| 3     | 22 août    | @ Orlando | V 121-107 | Giánnis Antetokoúnmpo (35) | Giánnis Antetokoúnmpo (11) | Eric Bledsoe (8)          | The Field House    | 2 - 1 |
| 4     | 24 août    | @ Orlando | V 121-106 | Giánnis Antetokoúnmpo (31) | Giánnis Antetokoúnmpo (15) | Giánnis Antetokoúnmpo (8) | The Field House    | 3 - 1 |
| 5     | 29 août    | Orlando   | V 118-104 | Giánnis Antetokoúnmpo (28) | Giánnis Antetokoúnmpo (17) | Eric Bledsoe (8)          | AdventHealth Arena | 4 - 1 |

| Match | Date match  | Équipe  | Score          | Meilleur marqueur          | Meilleur rebondeur         | Meilleur passeur          | Lieux              | Série |
| ----- | ----------- | ------- | -------------- | -------------------------- | -------------------------- | ------------------------- | ------------------ | ----- |
| 1     | 31 août     | Miami   | D 104-115      | Khris Middleton (28)       | Giánnis Antetokoúnmpo (10) | Giánnis Antetokoúnmpo (9) | The Field House    | 0 - 1 |
| 2     | 2 septembre | Miami   | D 114-116      | Giánnis Antetokoúnmpo (29) | Giánnis Antetokoúnmpo (14) | Khris Middleton (8)       | The Field House    | 0 - 2 |
| 3     | 4 septembre | @ Miami | D 100-115      | Brook Lopez (22)           | Giánnis Antetokoúnmpo (16) | Giánnis Antetokoúnmpo (9) | The Field House    | 0 - 3 |
| 4     | 6 septembre | @ Miami | V 118-115 (OT) | Khris Middleton (36)       | Eric Bledsoe (10)          | Khris Middleton (8)       | AdventHealth Arena | 1 - 3 |
| 5     | 8 septembre | Miami   | D 100-115      | Khris Middleton (23)       | Brook Lopez (14)           | Eric Bledsoe (9)          | The Field House    | 1 - 4 |

### Confrontations en saison régulière
| Conférence Est      | Conférence Est                             | Conférence Est                             | Conférence Est                             | Conférence Est                             | Conférence Ouest                           | Conférence Ouest                           | Conférence Ouest                           |
| Division Atlantique | Division Atlantique                        | Division Atlantique                        | Division Atlantique                        | Division Atlantique                        | Division Nord-Ouest                        | Division Nord-Ouest                        | Division Nord-Ouest                        |
| Équipe              | Domicile                                   | Domicile                                   | Extérieur                                  | Extérieur                                  | Équipe                                     | Domicile                                   | Extérieur                                  |
| ------------------- | ------------------------------------------ | ------------------------------------------ | ------------------------------------------ | ------------------------------------------ | ------------------------------------------ | ------------------------------------------ | ------------------------------------------ |
| Boston              | 128-123                                    |                                            | 105-116                                    |                                            | Denver                                     | 115-127                                    | 95-109                                     |
| Brooklyn            |                                            |                                            | 117-97                                     |                                            | Minnesota                                  | 106-104                                    | 134-106                                    |
| New York            | 132-88                                     | 128-102                                    | 123-102                                    |                                            | Oklahoma City                              | 133-86                                     | 121-119                                    |
| Philadelphie        | 112-101                                    | 119-98                                     | 109-121                                    |                                            | Portland                                   | 137-129                                    | 122-101                                    |
| Toronto             | 115-105                                    |                                            | 108-97                                     |                                            | Utah                                       | 122-118                                    | 100-103                                    |
| Matchs à Orlando    |                                            |                                            |                                            |                                            |                                            |                                            |                                            |
| Boston              | 119-112                                    |                                            |                                            |                                            |                                            |                                            |                                            |
| Brooklyn            | 116-119                                    |                                            |                                            |                                            |                                            |                                            |                                            |
| Toronto             | 106-114                                    |                                            |                                            |                                            |                                            |                                            |                                            |
|                     | 7–2                                        | 7–2                                        | 3–2                                        | 3–2                                        |                                            | 4–1                                        | 3–2                                        |
| Division            | 10–4                                       | 10–4                                       | 10–4                                       | 10–4                                       | Division                                   | 7–3                                        | 7–3                                        |
| Division Centrale   | Division Centrale                          | Division Centrale                          | Division Centrale                          | Division Centrale                          | Division Pacifique                         | Division Pacifique                         | Division Pacifique                         |
| Équipe              | Domicile                                   | Domicile                                   | Extérieur                                  | Extérieur                                  | Équipe                                     | Domicile                                   | Extérieur                                  |
| Chicago             | 124-115                                    | 111-98                                     | 115-101                                    | 123-102                                    | Golden State                               |                                            | 107-98                                     |
| Cleveland           | 129-112                                    | 125-108                                    | 119-110                                    |                                            | L.A. Clippers                              | 119-91                                     | 129-124                                    |
| Detroit             | 104-90                                     |                                            | 127-103                                    | 126-106                                    | L.A. Lakers                                | 111-104                                    | 103-113                                    |
| Indiana             | 117-89                                     | 119-100                                    | 102-83                                     | 111-118                                    | Phoenix                                    | 129-108                                    | 131-140                                    |
|                     |                                            |                                            |                                            |                                            | Sacramento                                 | 123-111                                    | 127-106                                    |
|                     | 7–0                                        | 7–0                                        | 6–1                                        | 6–1                                        |                                            | 4–0                                        | 3–2                                        |
| Division            | 13–1                                       | 13–1                                       | 13–1                                       | 13–1                                       | Division                                   | 7–2                                        | 7–2                                        |
| Division Sud-Est    | Division Sud-Est                           | Division Sud-Est                           | Division Sud-Est                           | Division Sud-Est                           | Division Sud-Ouest                         | Division Sud-Ouest                         | Division Sud-Ouest                         |
| Équipe              | Domicile                                   | Domicile                                   | Extérieur                                  | Extérieur                                  | Équipe                                     | Domicile                                   | Extérieur                                  |
| Atlanta             | 111-102                                    |                                            | 135-127                                    | 112-86                                     | Dallas                                     | 116-120                                    |                                            |
| Charlotte           | 137-96                                     |                                            | 116-103                                    | 93-85                                      | Houston                                    |                                            | 117-111                                    |
| Miami               | 126-131 (OT)                               |                                            | 89-105                                     |                                            | Memphis                                    |                                            | 127-114                                    |
| Orlando             | 110-101                                    | 111-100                                    | 123-91                                     | 111-95                                     | New Orleans                                | 127-112                                    | 120-108                                    |
| Washington          | 151-131                                    |                                            | 137-134 (OT)                               |                                            | San Antonio                                | 127-118                                    | 104-126                                    |
| Matchs à Orlando    |                                            |                                            |                                            |                                            |                                            |                                            |                                            |
| Miami               | 130-116                                    |                                            |                                            |                                            | Dallas                                     |                                            | 132-136 (OT)                               |
| Washington          |                                            |                                            | 126-113                                    |                                            | Houston                                    |                                            | 116-120                                    |
|                     |                                            |                                            |                                            |                                            | Memphis                                    |                                            | 106-119                                    |
|                     | 6–1                                        | 6–1                                        | 8–1                                        | 8–1                                        |                                            | 2–1                                        | 3–4                                        |
| Division            | 14–2                                       | 14–2                                       | 14–2                                       | 14–2                                       | Division                                   | 5–5                                        | 5–5                                        |
| Conférence          | 37–7 (Domicile : 20–3; Extérieur : 17–4)   | 37–7 (Domicile : 20–3; Extérieur : 17–4)   | 37–7 (Domicile : 20–3; Extérieur : 17–4)   | 37–7 (Domicile : 20–3; Extérieur : 17–4)   | Conférence                                 | 19–10 (Domicile : 10–2; Extérieur : 9–8)   | 19–10 (Domicile : 10–2; Extérieur : 9–8)   |
| Total               | 56–17 (Domicile : 30–5; Extérieur : 26–12) | 56–17 (Domicile : 30–5; Extérieur : 26–12) | 56–17 (Domicile : 30–5; Extérieur : 26–12) | 56–17 (Domicile : 30–5; Extérieur : 26–12) | 56–17 (Domicile : 30–5; Extérieur : 26–12) | 56–17 (Domicile : 30–5; Extérieur : 26–12) | 56–17 (Domicile : 30–5; Extérieur : 26–12) |

## Classements de la saison régulière
| Conférence Est | Conférence Est         | Conférence Est | Conférence Est | Conférence Est | Conférence Est | Conférence Est | Conférence Est |
| No             | Franchise              | Vic.           | Déf.           | MJ             | V/D            | GB             |                |
| -------------- | ---------------------- | -------------- | -------------- | -------------- | -------------- | -------------- | -------------- |
| 1              | Bucks de Milwaukee     | 56             | 17             | 73             | .767           | –              |                |
| 2              | Raptors de Toronto     | 53             | 19             | 72             | .736           | 2.5            |                |
| 3              | Celtics de Boston      | 48             | 24             | 72             | .667           | 7.5            |                |
| 4              | Pacers de l'Indiana    | 45             | 28             | 73             | .616           | 11             |                |
| 5              | Heat de Miami          | 44             | 29             | 73             | .603           | 12             |                |
| 6              | 76ers de Philadelphie  | 43             | 30             | 73             | .589           | 13             |                |
| 7              | Nets de Brooklyn       | 35             | 37             | 72             | .486           | 20.5           |                |
| 8              | Magic d'Orlando        | 33             | 40             | 73             | .452           | 23             |                |
|                |                        |                |                |                |                |                |                |
| 9              | Wizards de Washington¹ | 25             | 47             | 72             | .347           | 30.5           |                |
| 10             | Hornets de Charlotte   | 23             | 42             | 65             | .354           | 29             |                |
| 11             | Bulls de Chicago       | 22             | 43             | 65             | .338           | 30             |                |
| 12             | Knicks de New York     | 21             | 45             | 66             | .318           | 31.5           |                |
| 13             | Pistons de Détroit     | 20             | 46             | 66             | .303           | 32.5           |                |
| 14             | Hawks d'Atlanta        | 20             | 47             | 67             | .299           | 33             |                |
| 15             | Cavaliers de Cleveland | 19             | 46             | 65             | .292           | 33             |                |

| Division Centrale      | V  | D  | MJ | V/D  | GB   | Dom   | Ext   | Div  |
| ---------------------- | -- | -- | -- | ---- | ---- | ----- | ----- | ---- |
| Bucks de Milwaukee     | 56 | 17 | 73 | .767 | –    | 30–5  | 26–12 | 13–1 |
| Pacers de l'Indiana    | 45 | 28 | 73 | .616 | 11   | 25–11 | 20–17 | 8–7  |
| Bulls de Chicago       | 22 | 43 | 65 | .338 | 30   | 14–20 | 8–23  | 7–9  |
| Pistons de Détroit     | 20 | 46 | 66 | .303 | 32.5 | 11–22 | 9–24  | 5–10 |
| Cavaliers de Cleveland | 19 | 46 | 65 | .292 | 33   | 11–25 | 8–21  | 4–10 |

## Effectif
| Bucks de Milwaukee Effectif en fin de saison  |    |                        |                        |                    |
| Entraîneur : Mike Budenholzer                 |    |                        |                        |                    |
| Ailier fort / Pivot                           | 34 | /                      | Giannis Antetokoúnmpo  | Filathlitikos B.C. |
| Ailier                                        | 43 | /                      | Thanásis Antetokoúnmpo | Panathinaïkos      |
| Meneur                                        | 6  | Drapeau des États-Unis | Eric Bledsoe           | Kentucky           |
| Arrière                                       | 23 | Drapeau des États-Unis | Sterling Brown         | SMU                |
| Arriere / Ailier                              | 24 | Drapeau des États-Unis | Pat Connaughton        | Notre-Dame         |
| Arrière                                       | 0  | Drapeau des États-Unis | Donte DiVincenzo       | Villanova          |
| Meneur                                        | 3  | Drapeau des États-Unis | George Hill            | IUPUI              |
| Ailier fort                                   | 7  | Drapeau de la Turquie  | Ersan Ilyasova         | Ülker Istanbul     |
| Arrière / Ailier                              | 26 | Drapeau des États-Unis | Kyle Korver            | Creighton          |
| Pivot                                         | 11 | Drapeau des États-Unis | Brook Lopez            | Stanford           |
| Pivot                                         | 42 | Drapeau des États-Unis | Robin Lopez            | Stanford           |
| Meneur                                        | 15 | Drapeau des États-Unis | Frank Mason (TW)       | Kansas             |
| Arrière / Ailier                              | 9  | Drapeau des États-Unis | Wesley Matthews        | Marquette          |
| Arrière / Ailier                              | 22 | Drapeau des États-Unis | Khris Middleton (C)    | Texas A&M          |
| Arrière / Ailier                              | 13 | Drapeau des États-Unis | Cameron Reynolds (TW)  | Tulane             |
| Ailier fort                                   | 20 | Drapeau des États-Unis | Marvin Williams        | North Carolina     |
| Ailier / Ailier fort                          | 5  | Drapeau des États-Unis | D. J. Wilson           | Michigan           |
| (R) - Rookie, (TW) - Two-way contract, Blessé |    |                        |                        |                    |

## Transactions

### Échanges
| Juin | Juin                                                                         | Juin   | Juin |
| --- | ---------------------------------------------------------------------------- | ------ | ---- |
| 21 juin                                                                                                 |                                                                              |        |      |
| Vers les Bucks de Milwaukee - Jon Leuer                                                                 | Vers les Pistons de Détroit - Tony Snell - Droits sur Kevin Porter Jr. (#30) | [ 9 ]  |      |
| Juillet                                                                                                 |                                                                              |        |      |
| 6 juillet                                                                                               |                                                                              |        |      |
| Vers les Bucks de Milwaukee - Premier tour de draft 2020 (protégé) - Deux futurs seconds tours de draft | Vers les Pacers de l'Indiana - Malcolm Brogdon (Sign and trade)              | [ 10 ] |      |

### Joueurs qui re-signent
| Date       | Joueur          |
| ---------- | --------------- |
| 06/07/2019 | Brook Lopez     |
| 09/07/2019 | George Hill     |
| 11/07/2019 | Khris Middleton |

### Options dans les contrats
| Date       | Joueur           | Option                                                                              |
| ---------- | ---------------- | ----------------------------------------------------------------------------------- |
| 19/06/2019 | Khris Middleton  | Khris Middleton décline son option joueur de 13 000 000 $ pour la saison 2019/2020. |
| 24/10/2019 | Donte DiVincenzo | Milwaukee exerce son option d'équipe de 3 044 160 $ pour la saison 2020/2021.       |
| 24/10/2019 | D. J. Wilson     | Milwaukee exerce son option d'équipe de 4 548 280 $ pour la saison 2020/2021.       |

## Arrivées

### Agents libres
| Date       | Joueur                 | Provenance                              |
| ---------- | ---------------------- | --------------------------------------- |
| 12/07/2019 | Robin Lopez            | Bulls de Chicago                        |
| 12/07/2019 | Wesley Matthews        | Pacers de l'Indiana                     |
| 16/07/2019 | Thanásis Antetokoúnmpo | Panathinaïkos                           |
| 19/07/2019 | Luke Maye              | Tar Heels de la Caroline du Nord (NCAA) |
| 25/07/2019 | Kyle Korver            | Suns de Phoenix                         |
| 25/07/2019 | Dragan Bender          | Suns de Phoenix                         |
| 15/08/2019 | Jaylen Adams           | Hawks d'Atlanta                         |
| 20/08/2019 | Rayjon Tucker          | Trojans d'Arkansas Little Rock (NCAA)   |
| 17/10/2019 | Trevor Lacey           | Lokomotiv Kuban                         |
| 19/10/2019 | Jemerrio Jones         | Wizards de Washington                   |
| 10/02/2020 | Marvin Williams        | Hornets de Charlotte                    |

### Two-way contracts
| Date       | Joueur           | Provenance                |
| ---------- | ---------------- | ------------------------- |
| 22/07/2019 | Cameron Reynolds | Timberwolves du Minnesota |
| 24/07/2019 | Frank Mason III  | Kings de Sacramento       |

## Départs

### Agents libres
| Date       | Joueur          | Nouvelle équipe                      |
| ---------- | --------------- | ------------------------------------ |
| 01/07/2019 | Malcolm Brogdon | Pacers de l'Indiana (Sign-and-Trade) |
| 01/07/2019 | Tim Frazier     | Pistons de Détroit                   |
| 01/07/2019 | Pau Gasol       | Trail Blazers de Portland            |
| 01/07/2019 | Nikola Mirotić  | FC Barcelone                         |

### Joueurs coupés
| Date       | Joueur            | Nouvelle équipe ¹        |
| ---------- | ----------------- | ------------------------ |
| 01/07/2019 | George Jesse Hill | Bucks de Milwaukee       |
| 08/07/2019 | Jon Leuer         |                          |
| 21/07/2019 | Bonzie Colson     | Darüşşafaka              |
| 10/02/2020 | Dragan Bender     | Warriors de Golden State |

¹ Il s'agit de l’équipe pour laquelle le joueur a signé après son départ, il a pu entre-temps changer d'équipe ou encore de pays.

### Joueurs non retenus au training camp
Liste des joueurs non retenus pour commencer la saison NBA.
| Joueur         |
| -------------- |
| Jaylen Adams   |
| Jemerrio Jones |
| Trevor Lacey   |
| Luke Maye      |
| Rayjon Tucker  |

## Situation à la fin de saison

### Joueurs "agents libres"
| Joueur           | Fin de saison         |
| ---------------- | --------------------- |
| Sterling Brown   | Agent libre restreint |
| Pat Connaughton  | Agent libre           |
| Kyle Korver      | Agent libre           |
| Frank Mason III  | Agent libre restreint |
| Cameron Reynolds | Agent libre restreint |
| Marvin Williams  | Agent libre           |

### Options en fin de saison
| Joueur          | Fin de saison  |
| --------------- | -------------- |
| Robin Lopez     | Option joueur. |
| Wesley Matthews | Option joueur. |

## Récompenses durant la saison
| Date                       | Joueur                | Récompense                                  |
| -------------------------- | --------------------- | ------------------------------------------- |
| 28 octobre - 3 novembre    | Giánnis Antetokoúnmpo | Joueur de la semaine dans la conférence Est |
| 25 novembre - 1er décembre | Giánnis Antetokoúnmpo | Joueur de la semaine dans la conférence Est |
| Octobre / Novembre         | Giánnis Antetokoúnmpo | Joueur du mois de la conférence Est         |
| Décembre                   | Giánnis Antetokoúnmpo | Joueur du mois de la conférence Est         |
| Décembre                   | Mike Budenholzer      | Entraîneur du mois de la conférence Est     |
| 30 décembre - 5 janvier    | Giánnis Antetokoúnmpo | Joueur de la semaine dans la conférence Est |
| 16 février                 | Giánnis Antetokoúnmpo | ☆ All-Star 2020 ☆                           |
| 16 février                 | Khris Middleton       | ☆ All-Star 2020 ☆                           |
| 24 février - 1er mars      | Giánnis Antetokoúnmpo | Joueur de la semaine dans la conférence Est |
| Février                    | Mike Budenholzer      | Entraîneur du mois de la conférence Est     |
| 25 août                    | Giánnis Antetokoúnmpo | NBA Defensive Player of the Year            |
| 9 septembre                | Giánnis Antetokoúnmpo | NBA All-Defensive First Team                |
| 9 septembre                | Eric Bledsoe          | NBA All-Defensive Second Team               |
| 9 septembre                | Brook Lopez           | NBA All-Defensive Second Team               |
| 16 septembre               | Giánnis Antetokoúnmpo | All-NBA First Team                          |
| 18 septembre               | Giánnis Antetokoúnmpo | NBA Most Valuable Player                    |